# El conquistador del fin del mundo
El conquistador del fin del mundo és un programa de telerealitat d'aventura, produït per Hostoil (la filial basca de Globomedia) i emès per la cadena ETB2 d'Euskal Telebista. És conduït per Julian Iantzi. Deu el seu nom al fet que en la seva primera edició els concursants van competir en el paisatge de la Patagònia argentina amb la finalitat d'aconseguir el Far Les Éclaireurs, també conegut com «El far de la fi del món», i consagrar-se com el seu «conqueridor». Es va estrenar el 3 de gener de 2005.

## Característiques del programa
Els seus concursants són dividits al principi en equips que s'enfronten a diferents proves, a més de la rudesa de la terra i el clima, havent de suportar fred, fam i set. Tant la condició física com la capacitat de conviure amb desconeguts són fonamentals per a sobreviure a aquesta aventura.
El format s'inspira en altres concursos de risc i aventura com Conquistadores del fin del mundo i Basetxea. En la seva primera edició de 2005, dels setze concursants, dotze eren bascs i els altres quatre argentins d'origen basc. La meta del concurs va consistir a portar la ikurriña (bandera basca), fins al Far Les Éclaireurs a la Badia d'Ushuaia. A principis de 2008, quan aquest format televisiu ja portava quatre edicions per al País Basc, es va realitzar per primera vegada per al públic argentí exclusivament. En la desena edició, de 2014, l'escenari inicial va ser la selva missionera i les cascades de l'Iguaçú. Per a la dotzena edició (2016) el programa es va traslladar fins a la selva de l'Amazones.

## Repercussió
Va ser guardonat com el millor programa autonòmic d'entreteniment de 2008 per l'Acadèmia de Televisió Espanyola. Usualment és considerat un dels realities més extrems de la televisió per la combinació de proves extremes, supervivència límit i convivència, a més d'un format de concurs que canvia cada any sorprenent els concursant i a l'audiència. Per tot això, cada edició reuneix a més seguidors, no sols al País Basc sinó també a altres regions, aconseguint quotes de pantalla de fins al 25%, molt superiors a la mitjana del canal.

## Controvèrsies
Alguns col·lectius pels drets dels animals han acusat el programa de fomentar el maltractament animal en alguna de les seves proves per matar gallines, granotes, cucs, peixos, crustacis o lepidòpters, engreixar un gall dindi per força causant-li vòmits davant el riure dels participants, etc. Per part seva, la Societat de Ciències Aranzadi també ha denunciat la mort d'una serp inofensiva pertanyent a una espècie protegida per la legislació argentina amb la qualificació de «vulnerable», així com d'altres animals, durant el transcurs del programa.

## Edicions
| Edició                                 | Any  | Localització                                          | Guanyador                   | Finalistes                                                                | Favorit                          | Capitans                                                                                           |
| -------------------------------------- | ---- | ----------------------------------------------------- | --------------------------- | ------------------------------------------------------------------------- | -------------------------------- | -------------------------------------------------------------------------------------------------- |
| El conquistador del fin del mundo I    | 2005 | Patagònia, Argentina Ushuaia, Argentina               | Eneko Van Horenbeke         | Javier Goikoetxea Natxo Cebolla                                           | Javier Goikoetxea                | |
| El conquistador del fin del mundo II   | 2006 | Patagònia, Argentina Ushuaia, Argentina               | Raúl Arribas                | Azucena Díez Patxi Hernández                                              | Ana Gutiérrez                    | José Luis Korta Julen Madina                                                                       |
| El conquistador del fin del mundo III  | 2007 | Patagònia, Argentina Ushuaia, Argentina               | Lourdes Zuriarrain          | Marijo Sardon Josu Rus, Ruso Silvia Sánchez                               | Iker Aristegi                    | Mikel Goñi Juanito Oiarzabal José Luis Korta                                                       |
| El conquistador del fin del mundo IV   | 2008 | Patagònia, Argentina Ushuaia, Argentina               | Gorka Toraño                | Iosu Vázquez Eguzki Garamendi                                             | Ángel Jauregui                   | Virginia Berasategi Juan Cuyami Marta López Juanito Oiarzabal                                      |
| El conquistador del fin del mundo V    | 2009 | Patagònia, Argentina Glaciar Perito Moreno, Argentina | Gotzon Mantúliz             | Josu Abrego Ndiaga Ngam José Vicente Alonso                               | Gotzon Mantúliz                  | Yahaira Aguirre Eneritz Iturriaga José Luis Korta Juanito Oiarzabal                                |
| El conquistador del fin del mundo VI   | 2010 | Patagònia, Argentina                                  | Egoitz Ríos                 | Oihane Jiménez Koldo Pozueta Ekaitz Ríos                                  | Qi Xie                           | José Luis Korta Manu Maritxalar Juanito Oiarzabal                                                  |
| El conquistador del fin del mundo VII  | 2011 | Patagònia, Argentina                                  | Nakor Márquez               | Lur Ibarra Helenka Gómez Maider Otegi                                     | Felipe Zaharrea, Xegone          | Irati Anda José Luis Korta Juanito Oiarzabal                                                       |
| El conquistador del fin del mundo VIII | 2012 | Piedra Parada, Argentina Iguazú, Brasil               | David Seco                  | Javier Adell, Lobo Yeray González Ibon Urrutia                            | Ibon Urrutia                     | Mikel Goñi José Luis Korta Juan Mari Lujambio                                                      |
| El conquistador del fin del mundo IX   | 2013 | Piedra Parada, Argentina Iguaçú, Brasil               | Oskar Sanz                  | Iñaki Larrasolo Diana Cantero Karen Odriozola Joxe San José               | Diana Cantero                    | Blanca Fernández Ochoa José Luis Korta Manu Maritxalar Juanito Oiarzabal                           |
| El conquistador del fin del mundo X    | 2014 | Selva missionera, Argentina Patagònia, Argentina      | Eneko Van Horenbeke         | Irene Muruzabal Sandra Barea                                              | Irene Muruzabal Sheila Muruzabal | José Luis Korta Manu Maritxalar Juanito Oiarzabal David Seco                                       |
| El conquistador del fin del mundo XI   | 2015 | Piedra Parada, Argentina Rio Palena, Xile             | Eritz Egaña, Maixa          | Sergio López Andeka Rico Iker Sancho                                      | Cris Aracama                     | José Luis Korta Roberto Laiseka Manu Maritxalar Juanito Oiarzabal David Seco Eneko Van Horenbeke   |
| El conquistador del Amazonas           | 2016 | Selva de l'Amazones, Colòmbia                         | Olga Erkuden, Erku          | Iñaki Lekuona Nerea Arriaga,Txirrita                                      | Igor Argomaniz                   | Peio Ruiz Cabestany Patxi Salinas                                                                  |
| El conquistador del Caribe I           | 2017 | Región Caribe, Colòmbia Punta Gallinas, Colòmbia      | Andoni Iruretagoyena, Izeta | Aiskander Jauregi Ismael Pereira Aitor Barrio Carolina Calvo Mikel Mayayo | Ismael Pereira                   | Olga Erkuden, Erku Marcelo Ferreira David Seco                                                     |
| El conquistador del Caribe II          | 2018 | Regió Caribe, Colòmbia                                | Eider Alonso                | Gotzon Burgos Aiora Armendariz Xabier Garate, Seleta Zuriñe Rodríguez     | Aiora Armendariz                 | Telmo de la Quadra-Salcedo Aner Gorrotxategi, Gorrotxa Isma Mateo Eneko Van Horenbeke              |
| El conquistador del Pacífico           | 2019 | Illes de la Perla, Panamà                             | Iker Babio                  | Ibai Vidal Luisito Angulo Krasimir Dariev Ianire Cortés Jontxu Beristain  | Asier Quintana                   | Patricia Espinar Nagore Osoro Xabier Garate, Seleta Manu Maritxalar Eneko Van Horenbeke David Seco |
| El conquistador del Caribe III         | 2020 | Los Haitises, República Dominicana                    | TDB                         | TDB                                                                       | TDB                              | Gotzon Burgos Patricia Espinar                                                                     |